# Технічний проєкт
Техні́чний проє́кт — стадія розробки виробу і проєктна конструкторська документація, яка містить остаточне технічне рішення і дає повне уявлення про будову розроблюваного виробу або стадія створення автоматизованої системи.
Технічний проєкт розробляється на підставі затвердженого завдання на проєктування та техніко-економічного обґрунтування. 

## Технічний проєкт на виріб (ЄСКД)

### Загальні вимоги
Технічний проєкт розробляють з метою виявлення остаточних технічних рішень, що дають повне уявлення про конструкцію виробу, коли це доцільно зробити до розробки робочої документації.
При розробці технічного проєкту проводять роботи, що необхідні для виконання поставлених до виробу вимог і дозволяють отримати повне уявлення про конструкцію розроблювального виробу, оцінити його відповідність вимогам технічного завдання, технологічність, ступінь складності виготовлення, способи пакування, можливості транспортування і монтажу на місці застосування, зручність експлуатації, доцільність і можливість ремонту тощо.
У технічний проєкт включають конструкторські документи відповідно до ГОСТу 2.102-2013, передбачені технічним завданням і протоколом розгляду технічної пропозиції, ескізного проєкту. При виконанні документів в електронній формі електронна структура виробу і електронна модель виробу (складальної одиниці, комплексу) створюються зі ступенем деталізації, що відповідає стадії технічного проєкту.
Основні етапи виконання робіт при розробці технічного проєкту згідно ГОСТ 2.103:
- Розробка конструкторської документації технічного проєкту з присвоєнням документам літери «Т».
- Виготовлення та випробування макетів (за необхідності).
- Розгляд та затвердження технічного проєкту.

Основні етапи виконання робіт при розроблені технічного проєкту згідно ДСТУ 3974:
- Розроблення комплекту документів технічного проєкту.
- Розроблення конструкторських рішень виробу та його складових частин.
- Розглядання та затвердження технічного проєкту з наданням документам літери «Т».

### Вимоги до виконання креслеників
Кресленик загального виду або еквівалентна йому електронна модель складальної одиниці для технічного проєкту виконують за ГОСТом 2.119-2013 (див. статтю «Ескізний проєкт»). Крім того, на кресленику загального виду (або еквівалентної йому електронній моделі складальної одиниці) при необхідності наводять:
- вказівки про вибрані посадки деталей (наносяться розміри і граничні відхилення поверхонь, що сполучаються згідно ДСТУ ГОСТ 2.307:2013[7] та ДСТУ ISO 129-1:2007[8];
- технічні вимоги до виробу, наприклад, про застосування певних покриттів, способів просочення обмоток, методів зварювання, що забезпечують необхідну якість виробу (ці вимоги повинні враховуватися при подальшій розробці робочої документації);
- технічні характеристики виробу, які необхідні для подальшої розробки креслеників або еквівалентних електронних моделей.

### Вимоги до виконання пояснювальної записки
Пояснювальну записку технічного проєкту виконують відповідно до ГОСТу 2.106-96 з врахуванням таких вимог до змісту розділів:
- у розділі «Вступ» вказують назву, номер і дату затвердження технічного завдання. Якщо розробка технічного проєкту передбачена не технічним завданням, а протоколом розгляду технічної пропозиції або ескізного проєкту, то роблять запис по типу: «Розробка технічного проєкту передбачена ескізним проєктом …» і вказують номер і дату протоколу розгляду ескізного проєкту;
- у розділі «Призначення і область використання виробу, що розробляється» вказують:
  - коротку характеристику області та умов застосування виробу;
  - загальну характеристику об'єкта, для застосування в якому призначено даний виріб (за необхідності);
  - основні дані, які повинні забезпечувати стабільність показників якості виробу в умовах експлуатації;
- у розділі «Технічна характеристика» наводять:
  - основні технічні характеристики виробу: потужність, частота обертання, продуктивність, витрата електроенергії (палива), коефіцієнт корисної дії та інші параметри, що характеризують виріб;
  - відомості про відповідність або відхилення від вимог, установлених технічним завданням і попередніми стадіями розробки, якщо вони проводилися, з обґрунтуванням відхилень;
- у розділі «Опис та обґрунтування обраної конструкції»' приводять:
  - опис та обґрунтування обраної конструкції, схем, упакування (якщо пакування передбачене) та інших технічних рішень, прийнятих і перевірених на стадії розробки технічного проєкту. За необхідності приводять ілюстрації;
  - дані порівняння основних технічних характеристик виробу з характеристиками аналогів (вітчизняних чи зарубіжних) або дають посилання на карту технічного рівня і якості;
  - оцінку технологічності виробу, в тому числі обґрунтування необхідності розробки або придбання нового обладнання;
  - оцінку остаточних технічних рішень на відповідність вимогам патентної чистоти і конкурентоспроможності;
  - відомості про використані винаходи (номери авторських свідоцтв, патентів або номери заявок на винаходи із зазначенням дати пріоритету);
  - результати випробувань матеріальних макетів (якщо вони виготовлялися), електронних макетів (якщо вони розроблялися), і дані оцінки відповідності макетів заданим вимогам, у тому числі ергономіки, технічної естетики;
  - відомості про відповідність застосовуваних у виробі запозичених (раніше розроблених) складових частин, купованих виробів і матеріалів за технічними характеристиками, режимами роботи, гарантійними термінами, умовами експлуатації;
  - відомості про відповідність виробу вимогам техніки безпеки та виробничої санітарії;
- у розділі «Розрахунки, що підтверджують роботоздатність і надійність конструкції» приводять:
  - розрахунки, що підтверджують працездатність виробу (кінематичні, електричні, теплові, розрахунки гідравлічних і пневматичних систем тощо);
  - розрахунки, що підтверджують надійність виробу (розрахунки показників довговічності, ремонтопридатності, збереженості тощо);
- у розділі «Опис організації робіт із застосуванням виробу, що розробляється» приводять дані про організацію робіт з виробом на місці експлуатації, у тому числі:
  - опис специфічних прийомів і способів роботи з виробом в режимах і умовах, передбачених технічним завданням;
  - опис порядку та способів транспортування, монтажу, зберігання виробу та введення його в дію на місці експлуатації;
  - оцінку експлуатаційних даних виробу (взаємозамінності, зручності обслуговування, ремонтопридатності, стійкості проти впливу навколишнього середовища і можливості швидкого усунення відмов);
  - відомості про кваліфікацію та кількість обслуговчого персоналу;
- у розділі «Очікувані техніко-економічні показники» приводять:
  - економічні показники та необхідні розрахунки;
  - орієнтовний розрахунок ціни дослідного і серійного зразка виробу і витрат на технологічну підготовку виробництва і експлуатацію;
- у розділі «Рівень стандартизації і уніфікації» приводять:
  - відомості про стандартні, уніфіковані і запозичені складальні одиниці та деталі, що застосовані при розробці виробу, а також показники рівня уніфікації та стандартизації конструкції виробу;
  - обґрунтування можливості розробки державних і галузевих стандартів на об'єкти стандартизації, пов'язані з розробкою даного виробу, його складових частин та нових матеріалів.

У додатку до пояснювальної записки приводять:
- копію технічного завдання;
- матеріали художньо-конструкторської проробки;
- перелік робіт, що слід провести на стадії розробки робочої документації;
- перелік використаних джерел;
- перелік використаних засобів програмного забезпечення, що використані при розробці технічного проєкту тощо.

## Технічний проєкт на автоматизовану систему (ІТ)

### Загальні вимоги
На етапі «Технічний проєкт» при розробці автоматизованих систем (АС) виконують такі види робіт:
- розробка проєктних рішень по системі та її частинах;
- розробка документації на АС та її частини;
- розробка та оформлення документації на постачання виробів для комплектування АС та (чи) технічних вимог (технічних завдань) на їх розробку;
- розробка завдань на проєктування у суміжних частинах проєкту об'єкту автоматизації.

### Перелік документів технічного проєкту АС
Перелік видів документів та їх коди стадії «Технічний проєкт» для АС наведено у таблиці
| Код документу | Назва документа | Частина проєкту | Примітка                                                                        |
| ------------- | --- | --------------- | ------------------------------------------------------------------------------- |
| ТП            | Відомість технічного проєкту (за ЄСКД) | ЗВ              |                                                                                 |
| СО            | Схема організаційної структури | ЗВ              | Допускається включати в документ П3 або ПВ                                      |
| С1            | Схема структурна комплексу технічних засобів (за ЄСКД)                                                                                     | ТЗ              | Допускається включати в П9                                                      |
| С2            | Схема функціональної структури (за ЄСКД)                                                                                                   | ЗВ              |                                                                                 |
| В9            | Перелік завдань на розробку спеціалізованих (нових) технічних засобів                                                                      | ТЗ              | Допускається включати в П2                                                      |
| С3            | Схема автоматизації (за ЄСКД) | ТЗ              |                                                                                 |
| ВП            | Відомість покупних виробів (за ЄСКД) | ТЗ              |                                                                                 |
| В1            | Перелік вхідних сигналів і даних | ІЗ              |                                                                                 |
| В2            | Перелік вихідних сигналів (документів) | ІЗ              |                                                                                 |
| В3            | Перелік завдань на розробку будівельних, електротехнічних, санітарно-технічних та інших розділів проєкту, пов'язаних зі створенням системи | ТЗ              | Допускається включати в П2                                                      |
| П2            | Пояснювальна записка до технічного проєкту                                                                                                 | ЗВ              | Включає план заходів щодо підготовки об'єкта до введення системи в експлуатацію |
| П3            | Опис функцій, що автоматизуються | ЗВ              |                                                                                 |
| П4            | Опис постановки задач | ЗВ              | Допускається включати в П2 чи П3                                                |
| П5            | Опис інформаційного забезпечення системи                                                                                                   | ІЗ              |                                                                                 |
| П6            | Опис організації інформаційної бази | ІЗ              |                                                                                 |
| П7            | Опис систем класифікації і кодування | ІЗ              |                                                                                 |
| П8            | Опис масиву інформації | ІЗ              |                                                                                 |
| П9            | Опис комплексу технічних засобів | ТЗ              |                                                                                 |
| ПА            | Опис програмного забезпечення | ПЗ              |                                                                                 |
| ПБ            | Опис алгоритму (проєктної процедури) | МЗ              |                                                                                 |
| ПВ            | Опис організаційної структури | ОЗ              |                                                                                 |
| С8            | План розташування | ТЗ              | Допускається включати в П9                                                      |
|               | відомість обладнання і матеріалів | ТЗ              |                                                                                 |
| Б1            | Проєктна оцінка надійності системи | ЗВ              |                                                                                 |
| Б2            | Локальний кошторисний розрахунок | ЗВ              |                                                                                 |

У таблиці використано такі познаки:
ЗВ — загальносистемні вирішення;
ОЗ — вирішення з організаційного забезпечення;
ТЗ — вирішення з технічного забезпечення;
ІЗ — вирішення з інформаційного забезпечення;
ПЗ — вирішення з програмного забезпечення;
МЗ — вирішення з математичного забезпечення.